# Jindřichův Hradec
Jindřichův Hradec (in tedesco Neuhaus) è una città della Repubblica Ceca, capoluogo del distretto omonimo, in Boemia Meridionale.

## Storia
Nel X secolo Jindřichův Hradec era già centro amministrativo dello stato Přemyslide meridionale, situato tra i fiumi Nežárka e Hamerský Bach.
Vitek z Prčice ottenne tutta la Boemia Meridionale nel 1185, quando lo colonizzò e più tardi lo divise fra i suoi eredi. Fondò le famiglie nobili della Boemia meridionale dei von Landštejn, von Stráž e Rosenberg, e divenne signore di Hradec.

## Monumenti e luoghi d'interesse

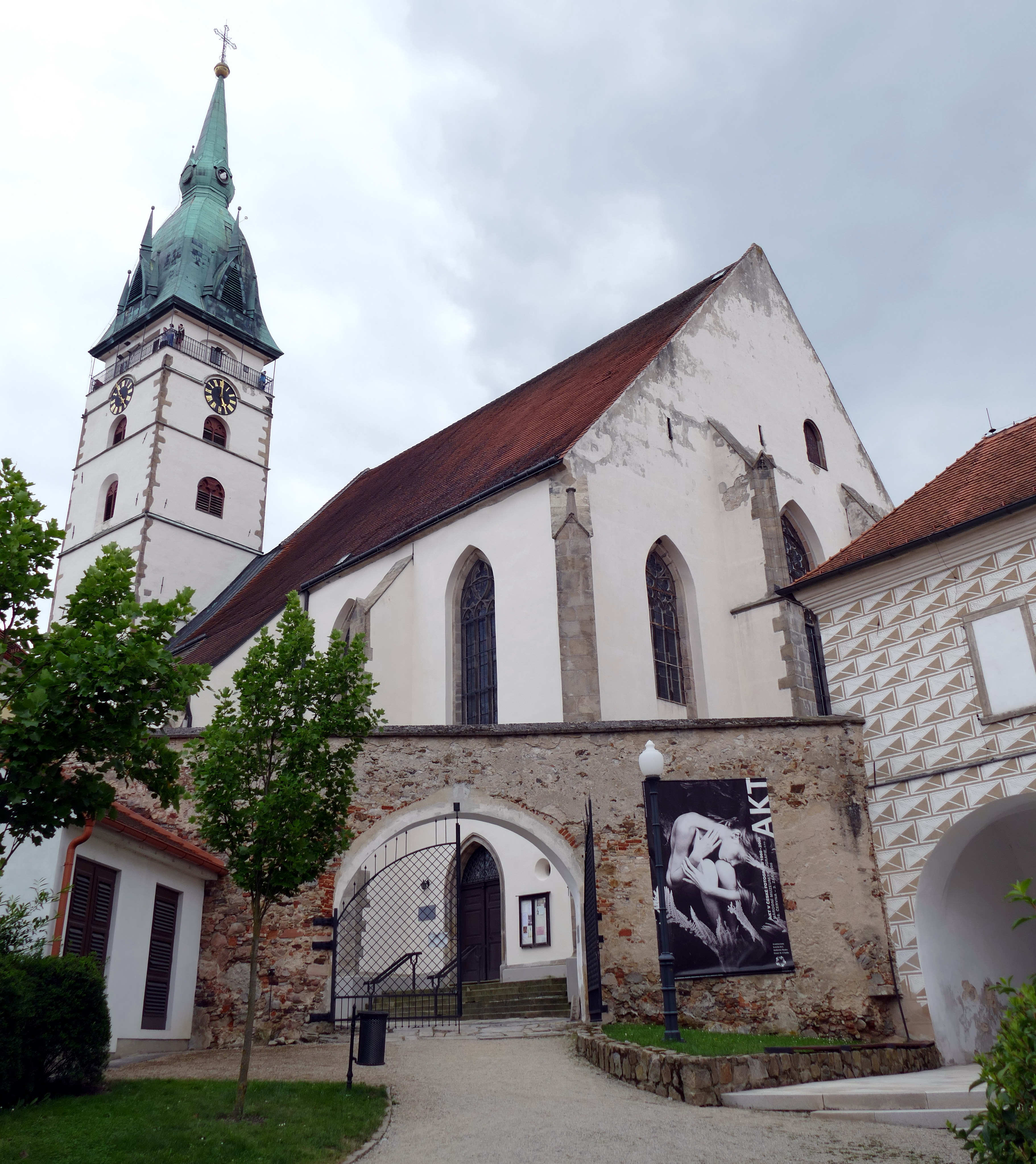
Chiesa dell'Assunzione di Maria Vergine

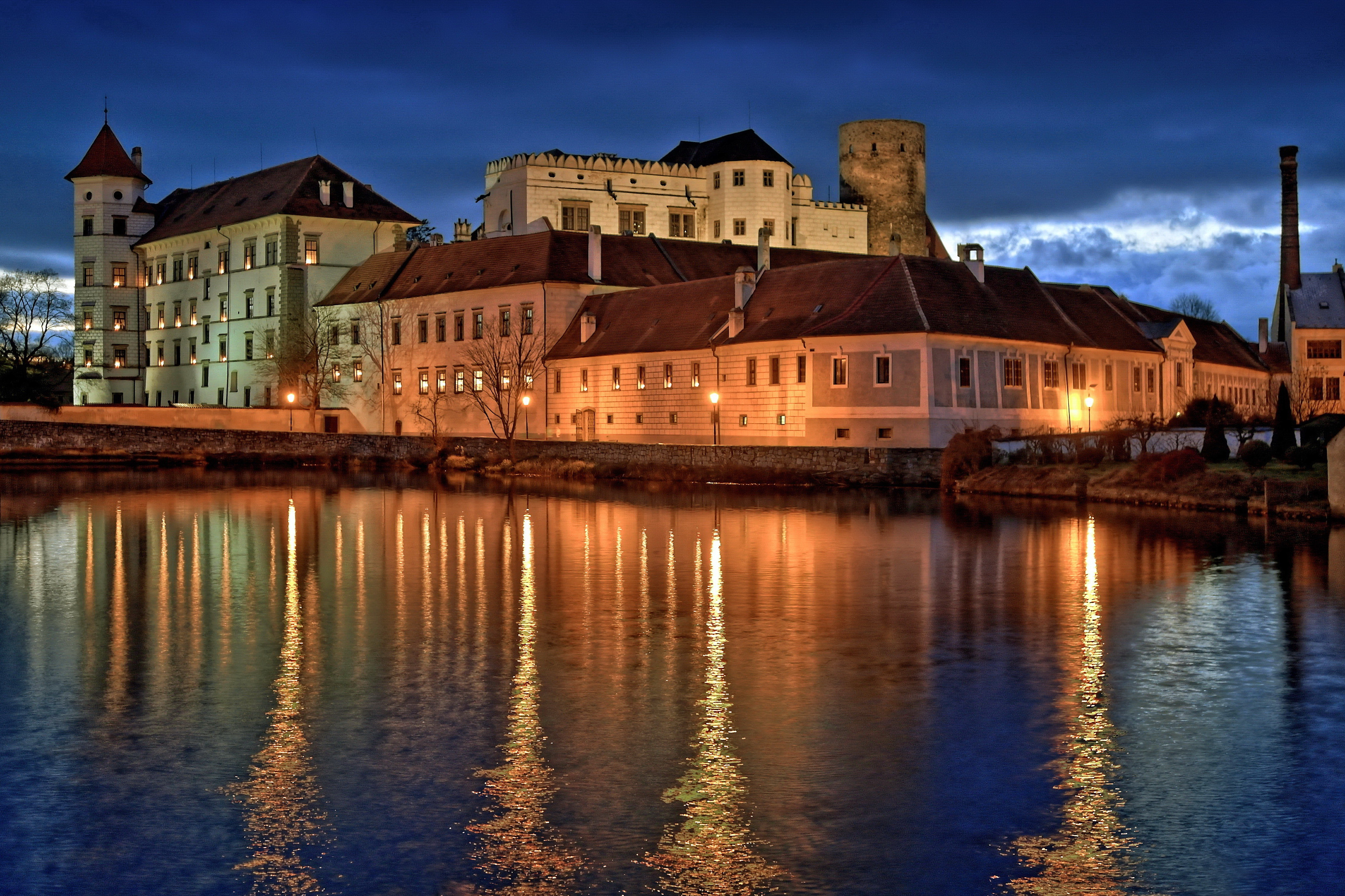
Castello di Jindřichův Hradec

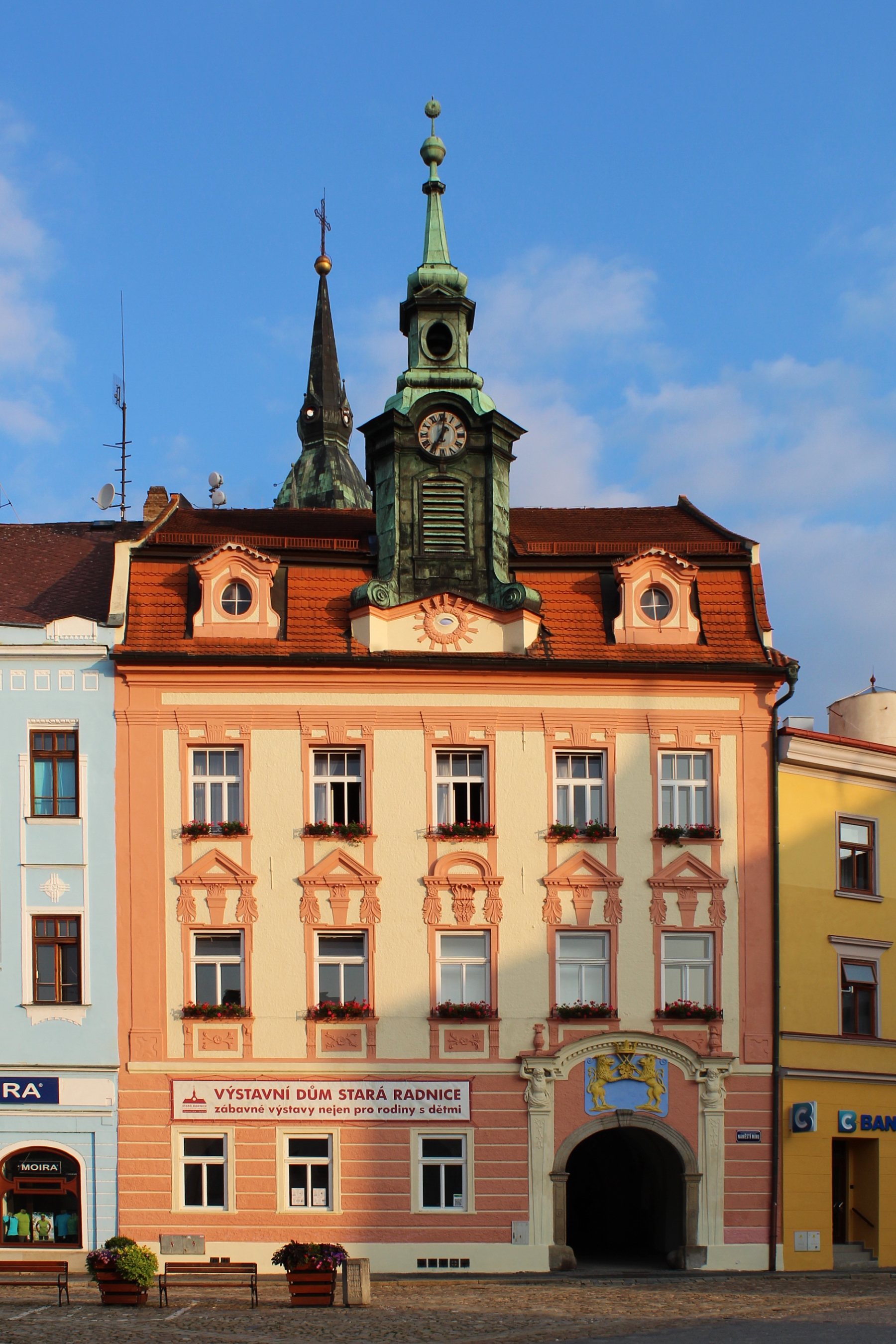
Municipio vecchio di Jindřichův Hradec

### Architetture religiose
- Chiesa dell'Assunzione di Maria Vergine

### Architetture militari e civili
- Castello di Jindřichův Hradec. È un vasto complesso, sorto alla fine del XII secolo sul luogo di una precedente fortezza successivamente ampliata.[3] Raggiunse il massimo splendore all'epoca di Adamo II di Hradec, quando venne radicalmente trasformato secondo i canoni dell'architettura rinascimentale, sotto la direzione dell'architetto ticinese Baldassare Maggi.[4] All'inizio del XVII secolo il castello passò nelle mani di Vilém Slavata, protagonista - suo malgrado - della defenestrazione di Praga (1618). Dopo la guerra dei trent'anni il complesso passò alla famiglia dell'aristocrazia terriera boema dei Czernin von und zu Chudenitz, che continuò a curare i lavori di rinnovamento con la costruzione della cosiddetta "Ala spagnola".  Nel 1773, tuttavia, un incendio danneggiò l'intera area. La fortezza medievale, la parte più antica del castello, conserva degli affreschi raffiguranti scene della vita di san Giorgio (1337), un dipinto della Vergine eseguito intorno al 1460 ("Madonna di Jindřichův Hradec"), e la cosiddetta "Cucina nera". Gli spazi rinascimentali, con il cosiddetto "Edificio di Adamo", conservano le "Stanze verdi" e una tela monumentale di Petr Brandl (1721). Nei giardini del castello, merita una visita la rotonda, con decorazioni in stucco del XVI secolo.
- Municipio vecchio di Jindřichův Hradec